# Iran (Llesp)
Iran es un pueblo del municipio de el Pont de Suert, en la Alta Ribagorza. Formó parte del término de Llesp hasta su incorporación a el Pont de Suert en 1965.
En la propuesta derivada del informe popularmente denomionado Informe Roca, se preveía integrar las localidades de Llesp, Iran e Irgo en el término municipal del Valle de Bohí.
Está situado a 1.280,4 metros de altitud, en la ladera oriental del valle del Noguera de Tor justo en el lugar donde este comienza a ser el Valle de Bohí.
Se accede al pueblo por una carretera estrecha comunicando el kilómetro 7 de la carretera L-500, al noreste de Cóll con el Pont de Suert pasando por Irgo, Igüerri y Gotarta.
El día 23 de noviembre es la fiesta de San Clemente, patrón de la localidad. Se hacía una gran chocolatada con coca. Cuando hubo más habitantes, era costumbre el primer día de marzo que una mujer con brazo de ajos pasase por todas las casas (los ajos hacían marchar a los malos espíritus) y cantaban una tonada para que la serpiente, símbolo de todo mal, no picase a ninguno del pueblo.
Hay yacimientos de carbón sin explotar en el aprisco de Simón.

## Etimología
Hay varias interpretaciones del origen del nombre. Por una parte se cree, que el nombre del pueblo proviene del vasco. "Ir" se refiere a "pueblo".

## Historia
En 1787 constan en Iran 23 habitantes.
Iran tuvo ayuntamiento propio desde la formación de los ayuntamientos modernos a partir de la promulgación de la Constitución de Cádiz y lo mantuvo hasta 1847, año en que se vio obligado a unirse a Llesp al no alcanzar los 30 vecinos (cabezas de familia) que exigía la nueva ley municipal aprobada dos años antes.
Pascual Madoz, en su Diccionario geográfico... del 1849 describió el pueblo diciendo que estaba en lo alto de una colina a la derecha del barranco del mismo nombre que el pueblo; lo combaten todos los vecinos, y su clima era bastante frío propenso a inflamaciones. La localidad, según él, estaba formada por cinco casas pequeñas que, con la iglesia, formaban una calle pequeña pero llana y sin empedrar. La iglesia era anexa de la parroquia de Irgo. El cementerio, dentro de la población, era suficiente y estaba ventilado. En los alrededores del pueblo había fuentes que lo abastecían de agua para el consumo, lavar la ropa y para el ganado.
Menciona la existencia de una mena de barniz que estaba sin explotar, pero que pensaban hacerlo. El terreno de Iran era montañoso, fluido y roto, y la parte dedicada al cultivo contaba con 48 jornales de secano y 30 de regadío, entre prados y huertos, además de bosque para lleña. La tierra se solía obtener de talar el bosque, explotarla unos años y volverla a dejar después. Iran producía poco: centeno, legumbres, patatas y prados. Había ganado lanar, con una producción de unas 6 arrobas, así como unas cuantas cabras, vacas, cerdos y asnos y mulas necesarios para el trabajo del campo. Constituían el pueblo 4 vecinos y 22 habitantes.
En 1981 ya sólo conservaba 4 habitantes, que en 2006 aumentaron a 11.

## Patrimonio
Posee una pequeña iglesia de una nave, con ábside semicircular y un campanario de espadaña de dos ojos. Es de estilo románico, dedicada a san Clemente.